# Annibale de Gasparis
Annibale de Gasparis (Bugnara, 1819. november 9. – Nápoly, 1892. március 21.) olasz csillagász.
1851-ben elnyerte a Királyi Csillagászati Társaság Aranyérme kitüntetést. Nevéhez kilenc kisbolygó felfedezése köthető. Munkája elismeréséül a 4279 De Gasparis kisbolygó viseli a nevét.
| 10 Hygiea     | 1849. április 12.    |
| 11 Parthenope | 1850. május 11.      |
| 13 Egeria     | 1850. november 2.    |
| 15 Eunomia    | 1851. július 29.     |
| 16 Psyche     | 1852. március 17.    |
| 20 Massalia   | 1852. szeptember 19. |
| 24 Themis     | 1853. április 5.     |
| 63 Ausonia    | 1861. február 10.    |
| 83 Beatrix    | 1865. április 26.    |

## Fordítás
- Ez a szócikk részben vagy egészben  az   Annibale de Gasparis című angol Wikipédia-szócikk fordításán alapul.  Az eredeti cikk szerkesztőit annak laptörténete sorolja fel. Ez a jelzés csupán a megfogalmazás eredetét és a szerzői jogokat jelzi, nem szolgál a cikkben szereplő információk forrásmegjelöléseként.